# タイムリー (コンビニエンスストア)
株式会社タイムリーとは、岐阜県高山市に本社を置いていた日本のコンビニエンスストア（コンビニ）チェーンである。

## 概要
創業地の岐阜県飛騨地方を中心に、岐阜県美濃地方や愛知県、三重県北勢地方、長野県木曽地方、富山県、和歌山県、福井県、石川県、徳島県に出店。
当初は黄色の三角屋根に犬のキャラクター（ベンリー）が入った看板で、岐阜県にこの独特の看板のコンビニエンスストアが多い事に驚く旅行者も多かったという。しかし、別チェーンのような配色ではない為、コンビニと認識されにくかった。
1998年から山崎製パンの資本参加を受け、山崎製パングループに入ると、関小瀬店を皮切りに、看板・ロゴが赤いベースに変更したり、グルメモア（パンのPB）のように、デイリーヤマザキと同じ商品を売ったりした。グループ傘下となった背景として、安定した配送システムの確保が挙げられる。また、グループ加入にあたっては、デイリーヤマザキを岐阜に出店させない約束を結んだ。
最盛期は150店舗以上にのぼり、東海地区や和歌山県で、有田気恵や大内ひろのしんらが出演するCMを放映するまでに成長したが、大手チェーン店に客を奪われ、次第に店舗数や出店地域を縮小。
2008年11月、採算の取れている45店舗（岐阜県42、愛知県1、長野県2）を、親会社であった山崎製パン系のデイリーヤマザキに事業譲渡されることとなった。店舗名も「デイリーヤマザキ」に変更され、これにより「タイムリー」の名の店舗は姿を消すこととなった（一部オーナーの意向により、「ニューヤマザキデイリーストア」「ヤマザキYショップ」に転換された店舗もある）。

## 特徴

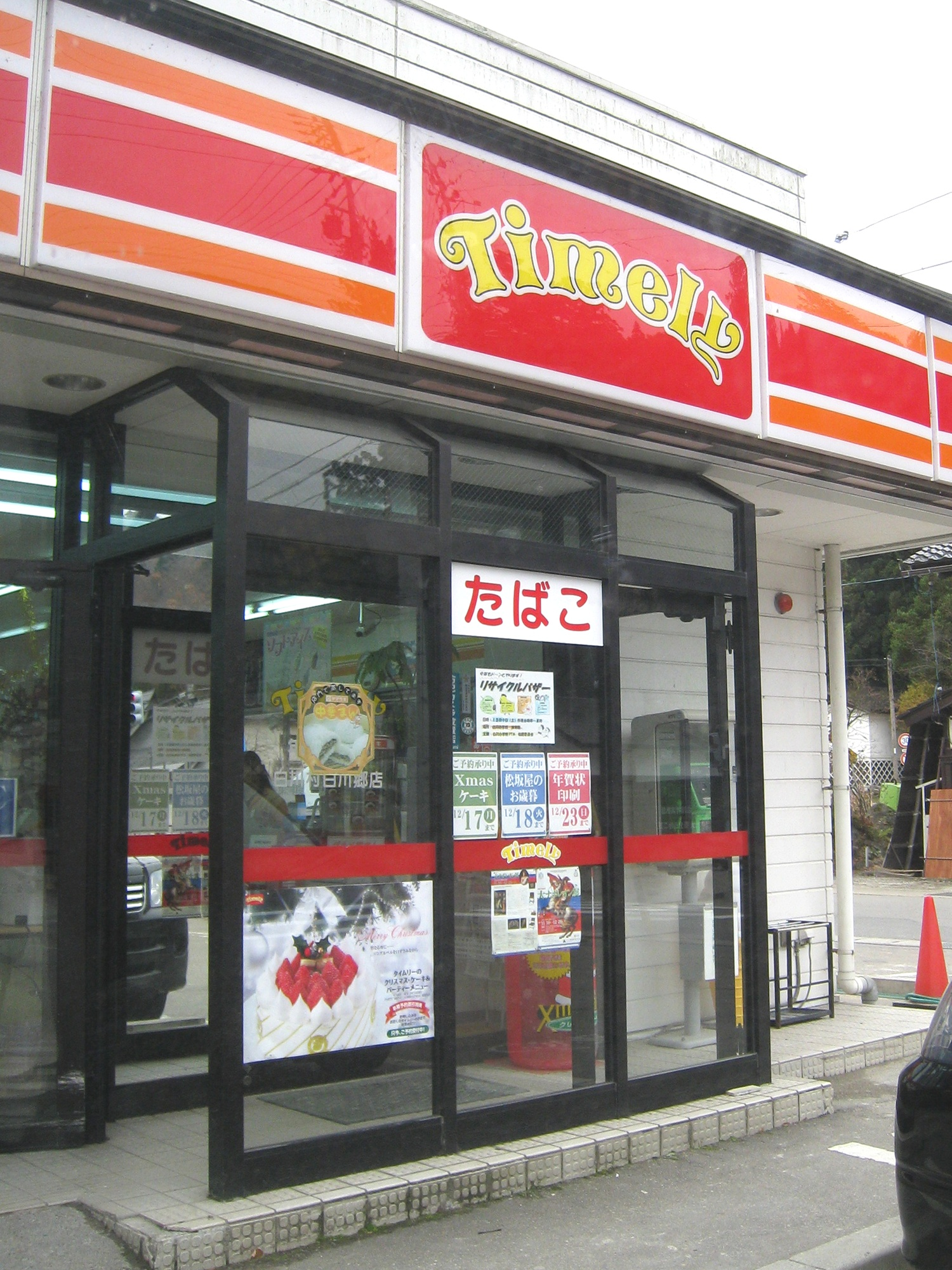
ヤマザキと同じ商品を販売している様子

創業地の飛騨地方では、コンビニ各社の出店が遅れていた。その特色を生かし、先行出店で市場拡大を狙う形で、創業地から離れた和歌山県、徳島県に出店した経緯がある。1996年には、将来的に奈良県、高知県、大分県、宮崎県、鹿児島県の5県に出店し、各県に100店舗以上を構える計画がされていた。
2000年代になると、飛騨地方でもファミリーマート、ローソン、サークルKなどの大手チェーンが進出が本格化。そこで、レジ横でのスナックフードの販売（山崎資本が入る前は、冬季の中華まんのみであり、おでんの販売もしていなかった）や、コンビニATMの先駆けであった地銀や地元信金の敷地内または店舗内ATM（その後はE-netのATMが高山駅前の店舗で稼働）、Edy支払いの対応（高山駅前店、岐阜大学前店のみ）、イートインスペースを設けるなど、大手チェーンへの対抗策を積極的に行っていた。
冬季にはスキー場のリフト券や駐車場券、夏季には一部店舗で釣り餌や釣具、漁場入場証などを販売し、スキー場や漁場の多い地域ならではの商品展開を行っていた。
客層は主として30～40代の男性であり、作業員や幹線道路を通過する営業マン、トラック配送員で構成され、多くはソフトドリンクや米飯類を購入している。
商品の店舗への配送については、大手コンビニチェーンの場合、各納入業者がハブとなる配送センターに納品し、そこから配送センターのトラックにより各店舗に納品するのが一般的であるが、各納入業者が各店舗に直接納入していたため、配送が提示に行われずに欠品となることが多かった。また、納入業者も高山市内の業者がほとんどであり、配送トラックは「飛騨」ナンバーであった。ただし、この配送方式も山崎の子会社となった2000年代初めに納入業者の変更と共に一般的な方式に改められた。また、4000種類の品ぞろえを有していたが、配送システムの変更とともに2800種類まで削減された。

## 沿革
- 1984年9月 - 酒店経営から転業して創業。
- 1985年
  - 8月 - 株式会社平和設立。
  - 9月 - コンビニエンスストア事業開始。
- 1989年9月 - 株式会社タイムリー設立。
- 1993年2月 - 株式会社平和と株式会社タイムリーが合併する。存続会社は株式会社タイムリー。
- 1995年
  - 時期不明 - タイムリーが100店舗達成。
  - 7月5日 - 愛知県に出店開始[10]。
- 1996年
  - 6月5日 - 和歌山事務所設置、年度内に30店舗出店する予定[11]。
- 1997年 - タイムリーが150店舗達成。
- 1998年11月 - 山崎製パンの資本参加を受ける。
- 1999年7月 - 平塚氏らが保有していた株を売却。山崎製パンが発行済み株式を全て購入し、タイムリーを子会社化。
- 2001年 - 不公平なフランチャイズ契約の改善を求め、40店のオーナーが「ヤマザキ・タイムリー加盟店被害者の会」を結成し、県協議会と共に数回タイムリー本社に集団交渉を行う[12][13][14][15]。
- 2002年5月4日 - 山崎製パンの資本参加に際し、黒字決算に粉飾して増資を受け山崎製パンから約3億7000万円を騙し取ったとして、1998年当時の代表取締役や公認会計士らが詐欺罪と有印私文書偽造罪で起訴される。
- 2002年5月 - 多治見市の加盟店オーナーが9200万円の損害賠償を求める。
- 2003年2月- 和歌山県から撤退。16店舗が閉店し、和歌山西庄店のみデイリーヤマザキに転換された。
- 2004年 - 詐欺事件について名古屋地裁判決では、「山崎製パン側がタイムリーの黒字を信用していたとは考え難く、粉飾を認識していた可能性がある」として詐欺罪については無罪になった。
- 2008年6月20日 - デイリーヤマザキに事業譲渡をすると発表。
- 2008年11月1日 - デイリーヤマザキに事業譲渡し、全店転換完了[1]。

## その他の事業
かつては事業を多角化しており、全国展開を目指していた。

### シーガルジャパン（釣具店）

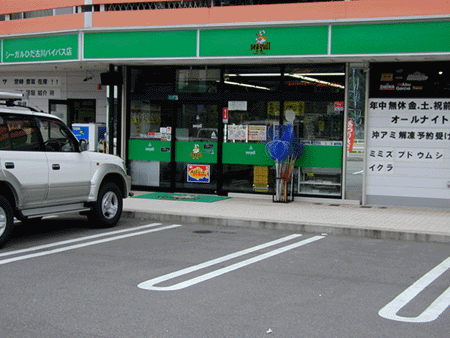
店舗例 シーガルひだ古川バイパス店

シーガルジャパンとは、かつて存在した日本の釣具店である。略称はシーガル（seagull）。
岐阜県高山市に株式会社シーガルジャパンが、北陸地方を中心にFC展開していた。初代タイムリー社長が設立した為、タイムリーと併設していた店舗があった。1号店（穴水インター店）は1997年12月6日に開店し、最盛期は4店舗以上存在した。当時ホームページからネット購入ができた。キャッチフレーズは「釣り人達の楽園」。しかし、初代社長が逮捕された2002年に消滅した為、事業は5年で終了した。
シーガル店舗（直営店）
- 穴水インター店（石川県穴水町地蔵坊イ8）1号店。
- ひだ古川バイパス店（岐阜県飛騨市古川町幸栄町7-50）タイムリー幸栄店・カラオケシティ・リラックス古川幸栄店と併設していた。
- 新湊店（富山県高岡市姫野若宮44-1）
- 糸魚川店（新潟県糸魚川市上刈6-8-6）

シーガルジャパン公式サイト - 既に閉鎖。2002年3月時点のアーカイブ。

### リラックス（カラオケ店）
タイムリーと複合・併設する形で運営。客がコンビニで購入した総菜や飲料などをカラオケ店舗に持ち込むことが出来た。リラックスは、タイムリー消滅後も一部店舗営業している（現在実態不明）。この事業形態は、1階部分にコンビニを構え、2階以上に娯楽施設を併設していたUSマートや、2014年よりファミリーマートが新たに行っている。
上述した他にも、功ちゃんラーメン（ラーメン店）、ペガサス（アミューズメント）、弁当チェーン店の展開、クリーニングの受付、美容健康事業の運営などを行っていた。

## 店舗数
| 1994年2月  | 46店    |
| 1995年2月  | 67店    |
| 1995年6月  | 78店    |
| 1996年6月  | 約110店 |
| 1997年8月  | 159店   |
| 1998年2月  | 174店   |
| 1999年2月  | 154店   |
| 2008年9月  | 78店    |
| 2008年11月 | 45店    |

## 存在した店舗[23]
市町村の後に記す店舗数は累計（2店舗以上のみ記載）
※印 ＝ 1993年以前の存在を確認できる古参店舗

### 岐阜県
高山市　-　29店舗
　 　※ 岡本店／高山岡本店（岡本町4-450-1）第1号店。同じ敷地内に初代本部。弁当店とディスカウント店が併設していた。
　 　 　高山総和店（総和町3-93-1）同じ建物内に二代目本部。リラックスとの複合店舗。2003年以降に閉店。
　 　 　高山日枝店（森下町2-156-4）同じ建物内に三代目本部。現在はデイリーヤマザキ。
　 　※ 桐生店／高山桐生店（桐生町4-448−1）現在はデイリーヤマザキ。
　 　 　高山中切店（中切町551-1）現在はデイリーヤマザキ。
　 　 　高山片野店（片野町1-163-3）現在はデイリーヤマザキ。
　 　※ 花川店／高山花川店（花川町17）現在はデイリーヤマザキ。
　 　 　高山江名子店（江名子町3856-1）現在はデイリーヤマザキ。
　 　 　高山駅前店（花里町5-23-1）デイリーヤマザキに転換されたが、2010年頃に閉店。貸自転車、荷物預かりを行なっていた。
　 　 　中央店／高山中央店（西之一色町3-683-2）
　 　※ 新宮店／高山新宮店（新宮町3781-5）リラックスを併業していた。
　 　 　高山新宮西店（新宮町803-1）
　 　 　高山新宮神社前店（新宮町1120）
　 　 　高山下林店→高山西高校前店（下林町917-1）2008年に閉店。
　 　※ 石浦店／高山石浦店（石浦町2-462）2006年に閉店。
　 　 　高山千島店（千島町501-1）2008年に閉店。
　 　 　高山松本店（松本町207-1）
　 　 　高山桐生西店（桐生町3-215）
　 　 　日赤店／高山日赤店（名田町3-78）2008年に閉店。
　 　※ 初田店／高山初田店（初田町2-49）
　 　※ 東山店／高山東山店（三福寺町277-1）2008年に閉店。リラックス大型店が敷地内に隣接しており現在も営業継続中。
　 　※ 国府店／国府奥穂店（国府町上広瀬40）2008年に閉店。
　 　 　国府バイパス店（国府町名張1214-1）2008年に閉店。現在は跡地にセブンイレブン。
　 　 　国府三日町店（国府町三日町24-1）2008年に閉店。
　 　 　丹生川インター店（丹生川町坊方469）デイリーヤマザキ→ニューヤマザキデイリーストア→2019年頃に閉店。
　 　 　清見三日町店（清見町三日町1198）2008年に閉店。
　 　 　宮村41号店（一之宮町野添3586-1）2008年に閉店。
　 　 　久々野中央店（久々野町無数河438-2）2008年に閉店。現在は跡地にローソン。
　 　 　朝日バイパス店（朝日町甲104-1）2008年に閉店。
飛騨市　-　8店舗
　 　※ 古川店／古川大野店（古川町大野町141-1）現在はデイリーヤマザキ。2000年以前にはリラックスを併業していた。
　 　 　古川幸栄店（古川町幸栄町7-27）現在はデイリーヤマザキ。同じ建物内にリラックス（2003年頃に閉店）。
　 　 　古川新栄町店（古川町新栄町11-7）デイリーヤマザキに転換されたが、2017年頃に閉店。
　 　 　古川上野店（古川町上野391-8）現在はデイリーヤマザキ。
　 　 　古川袈裟丸店（古川町袈裟丸640）デイリーヤマザキ→ニューヤマザキデイリーストア。2023年に閉店。
　 　※ 数河店／古川数河店（古川町数河165-4）2000年以降に閉店。
　 　 　神岡本町店（神岡町船津957-17）現在はデイリーヤマザキ。
　 　 　神岡殿町店（神岡町殿964-1）現在はデイリーヤマザキ。
下呂市　-　10店舗
　 　※ 金山店／金山警察前店（金山町金山2702-1）現在はデイリーヤマザキ。2000年頃までリラックス、かまどやを併業していた。
　 　 　下呂病院前店（幸田1188-4）現在はデイリーヤマザキ。
　 　 　下呂小川店（小川1851-1）現在はデイリーヤマザキ。2000年頃までリラックスを併業していた。
　 　 　下呂南店（森338-1）デイリーヤマザキに転換されたが、現在は閉店。
　 　※ 下呂店／下呂森店（森1055-2-1）2007年に閉店。2000年頃までかまどやを併業していた。
　 　※ 上呂店／萩原上呂店（萩原町上呂1519）ヤマザキショップに転換されたが、現在は閉店。
　 　※ 萩原店／萩原萩原店（萩原町萩原1283−2）1999年以前に閉店。
　 　 　萩原中央店（萩原町萩原1268-1）デイリーヤマザキに転換されたが、現在は閉店。
　 　 　萩原花工場店（萩原町奥田洞320-1）
　 　 　小坂みなみ店（小坂町坂下331）デイリーヤマザキに転換されたが、2009年に閉店。現在は跡地にローソン。
郡上市　-　10店舗
　 　 　郡上美並上田店（美並町上田3-1）現在はデイリーヤマザキ。
　 　 　郡上美並インター店（美並町白山329-4）現在はデイリーヤマザキ。
　 　 　郡上八幡稲成店→八幡町店（八幡町稲成204-82）リラックスとの複合店舗。2008年に閉店。
　 　 　郡上八幡小野店（八幡町小野2-3-13）
　 　 　郡上八幡初納店（八幡町初納438）現在はデイリーヤマザキ。
　 　 　大和インター店（大和町河辺679）2008年に閉店。
　 　 　大和徳永店（大和町徳永721-1）
　 　 　白鳥大島店（白鳥町大島1554-1）
　 　 　白鳥バイパス店（白鳥町向小駄良725）
　 　 　高鷲ひるがの高原店（高鷲町ひるがの4671-20）現在はデイリーヤマザキ。
白川村 　　白川村白川郷店（鳩谷64-1）デイリーヤマザキ→現在はニューヤマザキデイリーストア

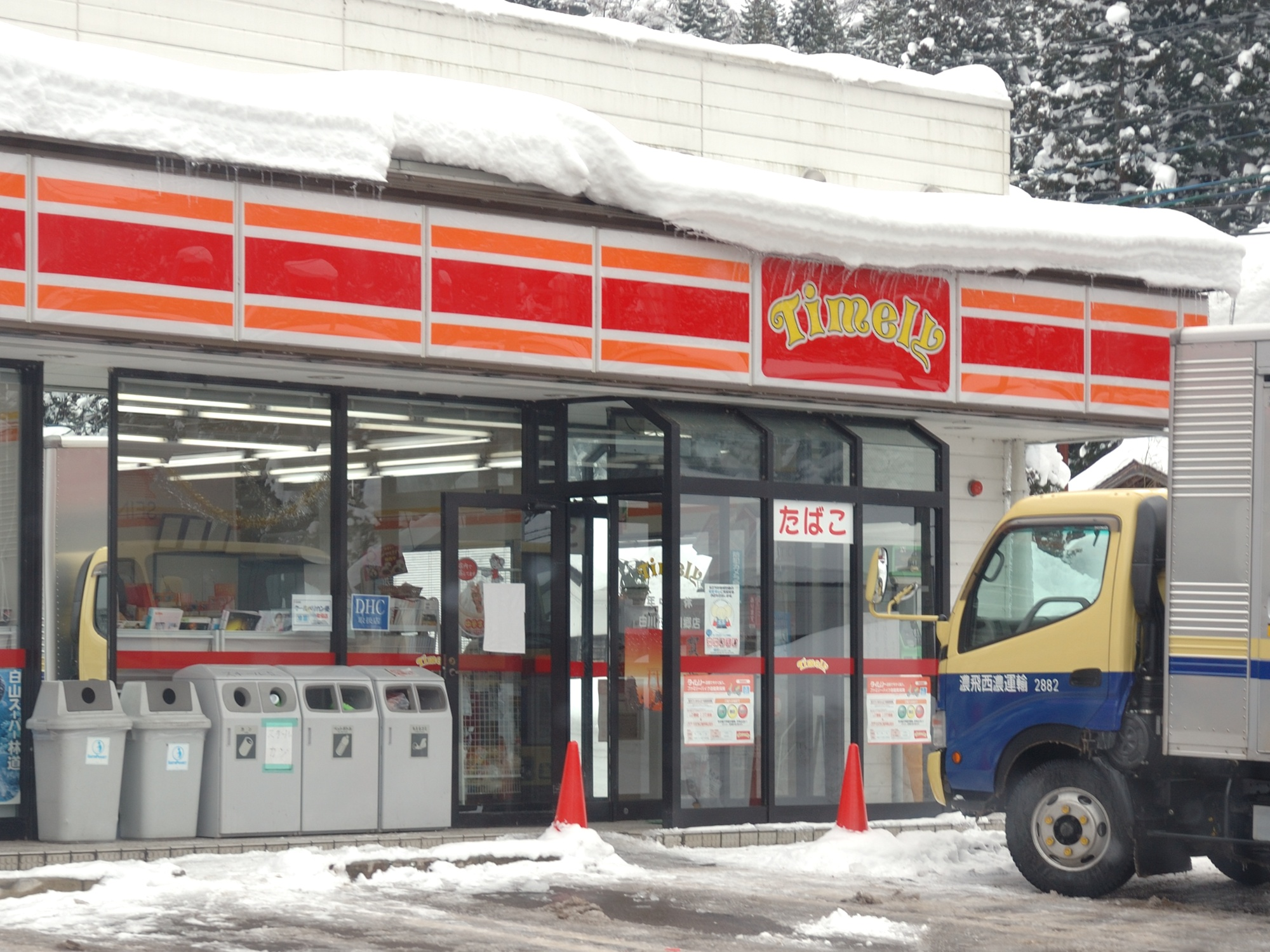
タイムリー白川村白川郷店

中津川市 -　13店舗
　 　※ 八幡店／中津川八幡店（八幡町5-20）同じ建物内に東濃地区事務所（旧東海地区本部）。
　 　 　中津川恵那峡店（茄子川151-307）現在はデイリーヤマザキ。
　 　 　中津川駒場257店（駒場1294-1）現在はデイリーヤマザキ。
　 　 　中津川インター店（千旦林42-1）デイリーヤマザキに転換されたが、現在は閉店。
　 　 　中津川東宮店（東宮町1-25）デイリーヤマザキに転換されたが、現在は閉店。
　 　 　中津川法道寺店（中津川3133-1）
　 　 　中津川落合店（落合706-2）
　 　 　中津川千旦林店（千旦林192-5）
　 　 　中津川茄子川店（茄子川2079-52）
　 　 　付知稲荷屋店→付知町店（付知町8563）2008年に閉店。
　 　 　加子母中央店（加子母番田3366）2008年に閉店。　　　　　
　 　 　福岡みなみ店（福岡1142-1）
　 　 　木曽山口店（山口432-1）現在はデイリーヤマザキ。
恵那市　-　6店舗
　 　 　恵那久須見店（長島町久須見1113-4）
　 　 　恵那永田店（長島町永田469-3）現在は跡地にセブンイレブン。
　 　 　恵那大井店（大井町1116-65）
　 　 　恵那武並店（武並町竹折1125-7）リラックスとの複合店舗。デイリーヤマザキに転換されたが、2009年以降に閉店。
　 　 　岩村中央店（岩村町739-3）現在はデイリーヤマザキ。
　 　 　明智市場店（明智町向町338-1）
瑞浪市　-　5店舗
　 　 　瑞浪釜戸店（釜戸町2953-1）現在はデイリーヤマザキ。
　 　 　瑞浪一色店（一色町4-81）
　 　 　瑞浪寺河戸店（寺河戸町1091-1）2008年に閉店。
　 　 　瑞浪薬師店（薬師町1-27-1）1999年に閉店。
　 　 　瑞浪山田店（山田町902-8）
土岐市　-　2店舗
　 　 　土岐シンエイ店（泉神栄町3-31）
　 　 　土岐下石店（下石町111-8）
多治見市 -　6店舗
　 　 　多治見旭ヶ丘店（旭ケ丘8-29−151）1997年に閉店。
　 　 　多治見宝町店（宝町6-50）現在はデイリーヤマザキ。
　 　 　多治見根本店（根本町3-86-1）現在はデイリーヤマザキ。
　 　 　多治見美坂店（美坂町5-56-1）
　 　 　多治見太平店（太平町4-38）2008年に閉店。
　 　 　笠原神戸店→土岐笠原店（笠原町神戸2851-1）
白川町　-　2店舗
　 　 　白川坂ノ東店（坂ノ東5749-1）デイリーヤマザキ→ニューヤマザキデイリーストア→2014年以降に閉店。
　 　 　加茂白川店（河岐1736-3）現在はデイリーヤマザキ。
七宗町 　　七宗上麻生店（中麻生1146-1）
川辺町 　　川辺石神店（石神937-1）デイリーヤマザキに転換されたが、2015年以降に閉店。
八百津町 　八百津和知店（和知180-1）ヤマザキショップ→ヤマザキスペシャルパートナーショップ→2012年以降に閉店。
可児市　-　7店舗
　 　 　可児川合店（川合2749-56）
　 　 　可児下恵土店（下恵土4167-1）デイリーヤマザキに転換されたが、現在は閉店。
　 　 　可児姫治店（下切3294-2）リラックスとの複合大型店舗。
　 　 　可児広瀬店（下恵土6104-1）2008年に閉店。
　 　 　可児広見店（広見2-55）2008年に閉店。
　 　 　可児今渡店（今渡1619-1）
　 　 　可児西可児店（東帷子1421→帷子新町2-50）1998年以前に閉店。
美濃加茂市 - 6店舗
　 　 　美濃加茂太田中央店（太田町4379）
　 　 　美濃加茂太田北店（太田町348）
　 　 　美濃加茂加茂野今泉店（加茂野町今泉1394-3）2008年に閉店。
　 　 　美濃加茂森山山手店（森山町2-20-1→森山町2-6-20）
　 　 　美濃加茂蜂屋店（蜂屋町中蜂屋3742）
　 　 　美濃加茂南野店（加茂野町加茂野658-2）2008年に閉店。
坂祝町 　　坂祝酒倉店（酒倉2365-2）現在はデイリーヤマザキ。
関市　 -　　9店舗
　 　 　関東新店（東新町1-5-1）同じ建物内に岐阜地区事務所。2008年に閉店。
　 　 　関桜ケ丘店（桜ケ丘1-1-6）1997年に閉店。
　 　 　関古屋敷店（古屋敷町10-5）1997年に閉店。
　 　 　関緑が丘店（緑ケ丘1-4-60）デイリーヤマザキに転換されたが、2010年以降に閉店。
　 　 　関小瀬店（小瀬2310-1）デイリーヤマザキに転換されたが、2013年以降に閉店。
　 　 　関倉知店（倉知2348-4）
　 　 　関西田原店（西田原632-3）2008年に閉店。
　 　 　関下有知店（下有知2778-1）2008年に閉店。
　 　 　武儀下之保店（下之保5133）2000年に閉店。現在は跡地にファミリーマート。
美濃市　-　2店舗
　 　 　美濃曽代店（曽代339-7）
　 　 　美濃藍川店（極楽寺723-2）リラックス、薬店（当店独自）との複合店舗。デイリーヤマザキに転換されたが、現在は閉店。
各務原市 -　9店舗
　 　 　蘇原瑞雲店（蘇原瑞雲町4-14-1）デイリーヤマザキに転換されたが、2015年以降に閉店。
　 　 　蘇原東海病院前店（蘇原東島町4-38）
　 　 　那加織田店（那加織田町2-127-1）2008年に閉店。現在は跡地にローソンストア100。
　 　 　那加日新店（那加日新町3-13）
　 　 　那加琴が丘店（那加西市場町4-9-2）
　 　 　鵜沼羽場店（鵜沼羽場町5-168）
　 　 　鵜沼西北店（鵜沼各務原町1-204）
　 　 　鵜沼宝積寺店（鵜沼宝積寺町3-121）
　 　 　各務原前渡東店（前渡東町4-287-1）2008年に閉店。
岐阜市　-　14店舗
　 　 　岐阜柳ケ瀬金町店（金町2-9）
　 　 　岐阜前一色西町店（前一色西町10-5）功ちゃんラーメンと併業していた。
　 　 　岐阜薮田南店（薮田南5-16-13）2001年に閉店。
　 　 　岐阜北鶉店（北鶉2-30）
　 　 　岐阜岩田東店（岩田東3-375-2）
　 　 　岐阜三田洞店（三田洞848-4）
　 　 　岐阜古市場店（古市場神田64）2002年頃に閉店。
　 　 　岐阜岐阜大学前店（折立351）デイリーヤマザキに転換されたが、現在は閉店。
　 　 　岐阜加野店（加野5-8-2）デイリーヤマザキに転換されたが、現在は閉店。
　 　 　岐阜八代店（八代1-5-10）2001年に閉店。
　 　 　岐阜東海女子大前店（琴塚4-1-18）2007年に閉店し、現在は跡地にセブンイレブン。
　 　 　岐阜又丸店（又丸町畑30-1）2002年に閉店。
　 　 　岐阜本荘西店（本荘西1-12）
　 　 　柳津梅松店（柳津町梅松4-69）
山県市　-　3店舗
　 　 　美山岩佐店（中洞403）2008年に閉店。
　 　 　高富東深瀬店（東深瀬848）
　 　 　高富中央店→高富町店（高富893-3）現在はデイリーヤマザキ。
笠松町 　　笠松米野店（米野451）2002年頃に閉店。
羽島市 　　羽島竹鼻丸の内店（竹鼻町丸の内1-12-2）1997年に閉店。
海津市 　　平田おちょぼ稲荷店（平田町蛇池1665-1）
瑞穂市 　　穂積別府店（別府277-1）2000年以前に閉店。
北方町　-　2店舗
　 　 　北方高屋太子店（高屋太子3-9）1998年に閉店。
　 　 　北方平成店（平成8-8）デイリーヤマザキに転換され、現在は道路を挟んだ向かい側に移転した。
大野町 　　揖斐大野黒野店（黒野82-3）1999年に閉店。
神戸町 　　神戸丈六道店（丈六道1066）
大垣市　-　4店舗
　 　 　大垣室本町店（室本町3-84）
　 　 　岐阜経済大学前店（三津屋町5-1-5）
　 　 　大垣福田店（福田町72−1）跡地にココストア→現在はセブンイレブン。建物を建て替えていない。
　 　 　上石津牧田店（上石津町牧田4515-1）
垂井町 　　垂井宮代店（宮代3018-1）
養老町 　　養老公園前店（鷲巣1108）

### 長野県
木曽町　-　2店舗
　 　 　木曽福島新開店（新開2164-1）現在はデイリーヤマザキ。
　 　 　日義中央店（上村1610 -1）
大桑村　-　2店舗
　 　 　大桑野尻店（野尻2465）現在はデイリーヤマザキ。
　 　 　大桑須原店（須原238-1）2008年に閉店。
上松町 　　木曽寝覚店（荻原小野2393-1）現在はデイリーヤマザキ。

### 愛知県
扶桑町 　　扶桑高木境店（斎藤高木境7-399→高木白山前430）
大口町 　　大口中小口店（中小口1-17）
一宮市 　　一宮森本店（森本4-2-19）跡地にココストア→現在はファミリーマート。
江南市 　　江南江森店（江森町西64）
小牧市 　　小牧上末店（上末2797）現在はデイリーヤマザキ。
豊山町 　　豊山青山店（青山164-1）
春日井市 -　2店舗
　 　 　春日井西高山店（西高山町71-2→西高山町2-7-3）現在はデイリーヤマザキ。
　 　 　春日井下屋敷店（下屋敷町下屋敷3-1）1998年頃に閉店。
蟹江町 　　蟹江インター店（北新田2-62）
岡崎市 　　岡崎店（上和田町城前51-2）

### 三重県
桑名市 　　桑名上深谷店（上深谷部614-4）

### 富山県
富山市 　　細入片掛店（片掛452-1）
滑川市 　　滑川魚躬店（魚躬898-1）
朝日町 　　越中富崎店（境177）現在はヤマザキショップ。

### 福井県
大野市 　　大野羽生バイパス店（上丁1-24-5）リラックスとの複合店舗。2000年以前に閉店。

### 石川県
輪島市 　　輪島塚田海岸店（塚田町3-20）
羽咋市 　　羽咋太田店（太田町へ59）
穴水町 　　穴水インター店（地蔵坊イ8）

### 和歌山県
和歌山市 -　9店舗
　 　 　和歌山地区事務所（出島31-8）googleストリートビューでタイムリーのロゴを確認できる。
　 　 　和歌山西庄店（西庄386-2）現在はデイリーヤマザキ（事業譲渡前の2003年に転換）。
　 　 　和歌山太田店（太田121）
　 　 　和歌山内原店（内原916-3）
　 　 　和歌山和歌浦店（関戸5-1038-1→関戸5-7-16）
　 　 　和歌山大学前店（中439-2）
　 　 　和歌山善明寺店（善明寺48-1）1997年に閉店。
　 　 　和歌山四ケ郷店（加納204-2）
　 　 　和歌山六十谷店（六十谷83-5）現在は跡地にファミリーマート。
　 　 　和歌山労災病院前店（古屋86-6）1997年に閉店。
橋本市 　　橋本学文路店（学文路136-1）
紀の川市 -　2店舗
　 　 　那賀王子店（藤崎367-1）現在は跡地にローソン。
　 　 　打田南店（打田62-1）現在は跡地にセブンイレブン。
かつらぎ町 かつらぎ大谷店（大谷1169-6）
岩出市 　　岩出根来店（根来965-1）
海南市 　　海南井田店（井田146-3）2002年に他店に先駆けてデイリーヤマザキに転換されたが、2008年に閉店。
有田市 　　有田初島店（初島町里2105-1）
由良町 　　由良里店（里329-4）
田辺市　 -　 2店舗
　 　 　田辺元町店（元町1153-8→上の山2-15-53）
　 　 　田辺文里店（文里2-31-12）
上富田町 　上富田朝来店（朝来2272-2）

### 徳島県
小松島市 　小松島大林店（大林町森ノ本5-1）2000年以前に閉店。